# Tenthredo obsoleta
Tenthredo obsoleta är en stekelart som beskrevs av Johann Christoph Friedrich Klug 1817. Tenthredo obsoleta ingår i släktet Tenthredo, och familjen bladsteklar. Arten är reproducerande i Sverige.